# Erioptera haplostyla
Erioptera haplostyla là một loài ruồi trong họ Limoniidae. Chúng phân bố ở miền Cổ bắc.